# Gornje Jesenje
Gornje Jesenje est un village de la municipalité de Jesenje (comitat de Krapina-Zagorje) en Croatie. Au recensement de 2011, le village comptait 749 habitants.